# Arzu Rahimov
Arzu Yusif oglu Rahimov (en azéri: Arzu Yusif oğlu Rəhimov; né le 1er octobre 1964 à Nakhitchevan (ville)) est un homme d'État et homme politique azerbaïdjanais; colonel général des forces armées azerbaïdjanaises. 

## Formation
Arzu Rahimov est admis à l'École supérieure militaire et politique de Novossibirsk en 1982 et obtient son diplôme en 1986.

## Activité
Arzu Rahimov occupe plusieurs postes dans l'armée soviétique en 1986-1989.
De 1992 à 2004, il sert dans les rangs de l'armée azerbaïdjanaise en tant qu'officier supérieur, commandant d'une unité militaire et à d'autres postes.
Selon le décret n ° 160 du Président azerbaïdjanais Ilham Aliyev du 6 avril 2004, Arzu Rahimov est nommé premier chef adjoint de l'état-major général des troupes frontalières.
Le 30 juillet 2004, Arzu Rahimov obtient le grade de « général de division » selon le décret du président azerbaïdjanais Ilham Aliyev.
Selon l'ordonnance n ° 742 datée de 2006 du président azerbaïdjanais Ilham Aliyev, Arzu Rahimov est démis de ses fonctions de premier chef adjoint de l'état-major général des troupes frontalières et le premier chef adjoint du service national des frontières, et il est nommé chef d'état-major général des troupes frontalières.
Selon le décret n° 2130 du président azerbaïdjanais Ilham Aliyev du 30 avril 2007, Arzu Rahimov est démis de ses fonctions de premier chef adjoint du service national des frontières - le chef de l'état-major général des troupes frontalières et nommé chef du Service national des migrations.
Selon le décret n° 2047 du président azerbaïdjanais Ilham Aliyev du 14 février 2012, Arzu Rahimov est démis de ses fonctions de chef du Service national des migrations et nommé au poste de chef du Service national de mobilisation.

## Distinctions
- Médaille Pour services militaires (16.08.2002)
- Médaille Pour la Patrie (15.08.2005)
- Ordonnance Pour le service à la patrie 2e degré (12.02.2018)
- Ordre du Karabakh (09.12.2020)